# جيريمي ريفكين
جيريمي ريفكين (بالإنجليزية: Jeremy Rifkin) هو باحث أمريكي في مجالات علم الاجتماع والاقتصاد، ومؤلف، قام بتأسيس جمعية خيرية للميول الاقتصادية Foundation on Economic Trends في واشنطن العاصمة. ولد جيريمي ريفكين في 26 يناير عام 1945 في مدينة دنفر، كولورادو بالولايات المتحدة الأمريكية. وهو يقوم بالتدريس في كلية «وارتون سكول» التابع لجامعة بنسلفينيا وفي جامعات أخرى.
يقوم ريفكين في نفس الوقت بتقديم استشارات لحكومات متعددة ومن ضمنها مجلس الاتحاد الأوروبي. ويعتبر صاحب نظرية «مجتمع التداخل» Access Society .

## أعماله وتأثيره
يكتب ريفكين عن تأثيرات التطور العلمي والتقني على عالم العمل والاقتصاد والمجتمع والبيئة. وله بحوث ويكتب تعليقات تطبعها صحف مرموقة مثل «جارديان» و[[لوس أنجلوس تايمز " ، كما يصدر تعليقاته في البلاد المتكلمة باللغة الألمانية ،مثل جريدة "سود دويتشي تسايتونغ" .وقد قالت عنه جريدة "ناسيونال جورنال " بأنه أحد 150 شخصية ثقاقية ومؤثرة في الولايات المتحدة . وهو يؤيد تطبيق فلسفة "النيوليبرالية"
في مجال المجتمع والأقتصاد ، إلا أنه يواجه أحيانا انتقادا شديدا. ،
حصل ريفكين على الجائزة الخاصة للطاقة من برلين في 14 نوفمبر 2013 عن كتبه وأعماله ونشاطه في مجالات الطاقة على مستوى العالم وسمي «محيز الطاقة السنوي».
ترجمت كتبه إلى نحو 20 لغة. وفي ألمانيا يعرف بكتابه «نهاية العمل ومستقبله». نقام بنشر كتابه هذا في عام 1995 وترجم إلى الألمانية في عام 1997 . وقد أثر هذا الكتاب على المناقشات البرلمانية التي تجري بشأن تخفيض عدد ساعات العمل، وعلى الأخص في فرنسا.

## أحدث كتبه
من بين أحدث كتبه نذكر هنا:
- The Zero Marginal Cost Society (2014),
- The Third Industrial Revolution (2011),
- The Empathic Civilization (2010),
- The European Dream (2004),
- The Hydrogen Economy (2002),
- The Age of Access (2000),
- The Biotech Century (1998),
- The End of Work (1995).

## اقرأ أيضا
- مدينة ذكية
- بستنة

## روابط خارجية
- جيرمي ريفكين على موقع IMDb (الإنجليزية)
- جيرمي ريفكين على موقع مونزينجر (الألمانية)
- جيرمي ريفكين على موقع إن إن دي بي (الإنجليزية)
- جيرمي ريفكين على موقع ديسكوغز (الإنجليزية)
- جيرمي ريفكين على موقع قاعدة بيانات الفيلم (الإنجليزية)